# Bhyve
bhyve (anteriormente escrito BHyVe y pronunciado como en inglés bee hive) es un hipervisor de tipo 2 escrito para FreeBSD, que ha sido recientemente portado a varias distribuciones basadas en illumos, como SmartOS. y OmniOS. bhyve puede ejecutar como invitado sistemas FreeBSD 9+, OpenBSD, NetBSD, Linux, illumos y Windows NT (Windows Vista y posteriores, Windows Server 2008 y posteriores). El desarrollo actual se centra en ampliar el soporte a otros sistemas operativos de la arquitectura x86-64.

## Lecturas complementarias
- Larabel, Michael (10 de febrero de 2013). «BHyVe: A New Hypervisor Coming To FreeBSD 10.0». Phoronix (en inglés). Phoronix Media. Consultado el 8 de marzo de 2019.
- Schenkeveld, Paul (3 de febrero de 2013). «bhyve – The BSD Hypervisor». fosdem.org (en inglés). FOSDEM. Consultado el 8 de marzo de 2019.
- Larabel, Michael (9 de noviembre de 2013). «The State Of FreeBSD's Bhyve Virtualization». Phoronix (en inglés). Phoronix Media. Consultado el 8 de marzo de 2019.
- «Bhyve Mind» (en inglés). BSD Now. 16 de enero de 2014. Consultado el 8 de marzo de 2019. (enlace roto disponible en Internet Archive; véase el historial, la primera versión y la última).